# Charles-François Daubigny
Charles-François Daubigny (Pariz, 15. veljače 1817. – Pariz, 19. veljače 1878.) bio je francuski slikar. Pripadao je Barbizonskoj školi i smatra se jednim od najvažnijih slikara čiji je rad doveo do razvoja impresionizma.

## Životopis
Daubigny je rođen u obitelji umjetnika. Njegovo je zanimanje za slikarstvo poticao otac Edmond François Daubigny i stric minijaturist Pierre Daubigny.
U početku je bio čvrsto vezan uz akademski stil birajući teme s povijesnom tematikom, ali od 1843. godine od kad se preselio u Barbizon, počinje se baviti slikanjem en plein air ("na otvorenom"), kao učenik Jeana-Victora Bertina i Jacquesa Raymonda Brascassata. Veliku važnost za njega imao je susret s Camilleom Corotom 1852. u Optevozu. Daubigny je podigao svoju slikarsku radionicu na Corotovom brodu Botin, gdje je živio u bliskom kontaktu s prirodom i oslikao brojne pejzaže uz rijeke Seine i Oise. Osim Corota, na njega je imao utjecaja još jedan francuski slikar realizma, Gustave Courbet.
Godine 1866. Daubigny posjećuje Englesku, u kojoj ostaje živjeti do 1870., godine u kojoj je izbio Francusko-pruski rat. U Londonu je sreo Claudea Moneta, s kojim je jedno vrijeme boravio u Nizozemskoj. U povratku u Francusku, upoznao je i mladog Paula Cézannea, još jednog važnog slikara impresionista na kojeg je imao velik utjecaj.
Najplodnije razdoblje za Daubignyja bilo je desetljeće od 1864. do 1874., u kojem je gotovo uvijek slikao pejzaže uz rijeku s bujnom vegetacijom i vodenim pticama. Postoji anegdota da je Daubigny po završetku svakog rada dodavao jednu ili više patki u sliku ovisno o tome koliko mu se rad svidio. Po broju patki na slici se stoga može zaključiti koliko je sam autor bio zadovoljan kvalitetom svog djela.
Daubigny se vrlo teško odvajao od svojih najboljih radova: tvrdio je naime da "les meilleurs tableaux ne se vendent pas" („najbolje se slike ne prodaju”). Vjerojatno je to bio razlog zašto su njegova najbolja djela bila najmanje poznata među njegovim suvremenicima.
Daubigny je bio proglašen časnikom Legije časti.
Njegovi sljedbenici bili su, osim sina Karla koji mu je pred kraj života pomagao završiti započete radove, Antonio Carvalho da Silva Porto, Pierre Damoye, Hippolyte Delpy e Achille Oudinot. Daubigny umire u Parizu u 61. godini života. Pokopan je na pariškom groblju Père-Lachaise.

## Galerija slika
- Pejzaž s obalom (1861.), Nacionalni muzej, Varšava
- Pejzaž uz rijeku Seine i Oise, 1865.
- Sumrak, 1866.  The Walters Art Museum
- Brodovi na obali kod Étaplesa, 1871.

## Vanjske poveznice
- Charles-François Daubigny - životopis slikara na Rehs Galleries. Pristupljeno 17. kolovoza 2014.
- Charles-François Daubigny na Artcyclopedia. Pristupljeno 17. kolovoza 2014.